# 8U69
8U69 (244N) es la denominación industrial de una bomba nuclear táctica producida por la Unión Soviética en las décadas de 1950-60.
La bomba fue diseñada y construida en Arzamas-16, y era parte de una serie de nuevas bombas nucleares tácticas de pequeño tamaño producidas por los soviéticos para bombarderos supersónicos. La bomba estaba especialmente creada para ser lanzada por bombarderos Su-7B, además de Su-24, Su-27 y MiG-21, y apta para su despliegue en vuelos supersónicos. La bomba entró en servicio en 1961. Fue probada en Semipalatinsk y en Nueva Zembla durante los años 1961 y 1962.

## Especificaciones
- Dimensiones: Largo=3365 mm / Diámetro=580 mm / Estabilizadores=726 mm
- Masa = 480 kg
- Rendimiento estimado = 5 kilotones